# Polhem (tidskrift)
Polhem med undertiteln tidskrift för teknikhistoria ISSN 0281-2142 var en teknikhistorisk vetenskaplig publikation som utgavs i Sverige av Svenska Nationalkommittén för teknikhistoria (SNT) en gång i kvartalet mellan åren 1983 och 1999. Redaktör var under många år Jan Hult, därefter Hans Weinberger. Formellt upphörde utgivningen år 2001 men då hade tidskriften inte utkommit sedan 1999, istället utgav man Polhem från 2004 en gång om året med undertiteln teknikhistorisk årsbok. Denna publicerades fram till nr 3 2006-2007 och därefter upphörde även denna.